# Будизам у Шри Ланки
Будизам у Шри Ланки (Цејлону) је углавном теравада школе, и чини већинску религију са око 70% становништва.
Шри Ланка је земља најстарије будистичке традиције, коју је институционално засновао индијски цар Ашока у 3. веку пре наше ере. Од тада, опстаје тесна повезаност између цејлонских владара и санге. Цејлонски будизам постао је политички утицајан у 11. веку и од тада врши снажан утицај на будизам у југоисточној Азији. Будизам у Шри Ланки се до данас одржао као институционална религија под заштитом државе. Будистичка санга на Цејлону се представља "као чувар националног идентитета Синхалеза."
Једна од најпознатијих реликвија на Шри Ланки је Будин зуб. Култ ступа (споменика у облику хумке који често садрже реликвије), светог дрвећа и храмова за хинду богове постали су популарни и прихватили су их и ортодоксни будисти.
Теравадски будизам са Сри Ланке имао је кључну улогу у развоју будизма у југоисточној Азији.

## Историја

### Будине посете
Према Махавамси, хроници на палију из 5. века, Сидарта Гаутама је три пута посетио острво Цејлон. Једанпут је отишао на врх Суманакате (данас познатији као Адамов врх) и тамо оставио отисак своје стопе. Ова прича није историјски поткрепљена, али, отисак стопе је остао једно од највећих места ходочашћа на Цејлону и представља симбол народног веровања да је Шри Ланка „дхамадипа“, острво које чува Будино учење.
У Шри Ланки се чува и реликвија Будиног зуба која је из Калинге донета на Цејлон у 3. веку. Из тог доба датира култ зуба, за који се тврди да је Будин леви очњак. Паракрама Баху је истицао значај реликвије зуба за добробит Цејлона, заједно са још једном реликвијом, Будином зделом за милодаре, којој се данас изгубио траг. Током векова реликвија зуба се селила са престоницом и двором. Португалци истичу да су је запленили и уништили у 16. веку, али Синхалези тврде да се радило о дупликату, а да је оригинал однесен у Канди, где се чува и дан данас.
Боди дрво које још увек постоји у Анурадхапури, је, према предању, изникло од саднице дрвета из Буда-Гаје, под којим је Буда достигао просветљење, а коју је на Цејлон донела Махиндина сестра.

### Увођење будизма
Историјски, будизам је стигао на Шри Ланку у 3. веку п. н. е, када је као мисионар дошао Ашокин син Махинда и краља и целу земљу, чија је ранија религија био крвави култ демона, преобратио на будизам. Према предању, цејлонски краљ Тиса је послао посланство индијском цару Ашоки, након чега је Ашока препоручио Будино учење и послао свог сина, монаха Махинду на Цејлон да подучава. Са Махиндом је договорио да се подигне велика вихара (манастир) у престоници Анурадхапури, где су се сместили редовници који су дошли на Цејлон.
Шриланкански краљ био је посвећен у складу са Ашокиним упутствима, а четири монаха су били први који су послати да учврсте дарму на острву. Заједница монаха коју је Ашока послао представљала је претходницу махавихаре, која је током векова остала водећа струја на Цејлону.
Увођењем будизма на Сри Ланку, посредством краљевских веза, појавила се нова врста клера из кругова феудалног племства, која се одржала до данас. Рувандали дагабу, откривену на рушевинама Анурадхапуре, је вероватно подигао краљ Дутагамани у 1. веку п. н. е.

### Бележење пали канона
Будистички пали канон је коначно записан на сабору у Шри Ланки око 100. године п. н. е, вероватно из страха пред прогонима. Према предању, било је време велике глади, број монаха се веома смањио, те је постојала опасност да усмено преношење Канона буде потпуно прекинуто. Легенда каже да је за сваку никају остао само по један монах који ју је знао целу напамет. Да би се избегао потпуни губитак Канона, одлучено је да се он запише на палмовим листовима, а надаље је преписиван.

### Подела на школе
Дворско даривања санге је довело до настанка различитих школа. Један краљ из 1. века п. н. е. наредио је да се уручи поклон, али не махавихари, већ неком монаху, и из тога је поникла школа абхјагирија. Иако с почетка није било разлике у учењу, нова вихара је постала средиште страног утицаја, док су монаси из махавихаре остали чувари теравадинске ортодоксије. Нова секта је прихватила нове идеје, проучавајући и теравадинско и махајанско учење. Трећа школа, ђетавана, формирана је на потпуно исти начин као и абхјагирија, да би се на крају отцепила од ње у 3. веку. Ове три школе су остале темељ сангхе током наредних векова, у раздобљу великог индијског утицаја.

### Долазак Будагоше
Почетком 5. века индијски монах Будагоса долази на острво Ланку да би истражио, сакупио и уредио списе пали канона, који су овде првобитно забележени. Из оновремених података у синхалешким хроникама, видљиво је да је будистичка заједница упркос свим тешкоћама била добро очувана.
Славу Махавихаре (Великог манастира) потврђује и Будагоса, који се ту настанио и провео већи део живота у проучавању списа и писању. Он је приредио синхалеска тумачења Трипитаке на пали; ова дела, заједно са његовим свеобухватним прегледом учења, имала су изузетан значај у обликовању теравадинске традиције на Цејлону.

### Опадање будизма
Већ од краја 5. века говори се о пропадању које непрекидно напредује у наредним вековима. У то време посебно јача хиндуистичка традиција. Сматра се да је један краљ из 8. века обновио многе старе храмове хиндуистичких богова; Вишнуови и Шивини храмови пронађени су у Полонаруви, а датирају из 11. или 12. века.

### Период тераваде
Период националне независности будизма отпочео је владавином краља Виђаје у 11. веку. Године 1070. Виђајабаху I је покушао да обнови будистичку религију, али на читавом острву није могао наћи пет монаха који обављају потпуну службу, неопходних да би се служило у шесторо. Тек је мисија из Бурме омогућила ново оснивање реда на Шри Ланки.
Под Виђајом су се различите секте ујединиле у једну заједницу, прихватајући ортодоксно теравадинско учење.
Период обнове будизма је настављен у 12. веку са Паракрамом Бахуом.

### Период окупације
Португалци су освојили су Цејлон око 1505—и започели брутално сузбијање "незнабожачке" религије становништва. Холанђани су, насупрот томе, прогонили само католике; будистима су били склони и помогли краљу Рађасинхи да у Сијам и Бурму пошаље гласнике којима је успело да добију неопходне стране монахе и да поново обнове монашки ред.
Током португалске, холандске и британске окупације будизам је стално био у изумирању. Ни у другим теравада земаља није било боље. Средином 18. века синхалешки краљ Кирти Рађасинха "на читавом острву није могао наћи ни једног јединог монаха који обавља потпуну службу".

### Источна ренесанса
Коначно, у другој половини 19. века, под западним утицајем, долази до нововременог интелектуалног препорода будистичке мисли. Око 1860. године неколицина учених будистичких монаха почиње да хришћанске мисионаре изазива на отворене дискусије. Успех будистичке стране био је толики да је о томе, под називом "источна ренесанса", почела да извештава штампа у Европи и Америци. За америчког пуковника Х. С. Олкота, који је око 1880, као оснивач Теозофског друштва живео у Мадрасу, био је то повод да дође на Цејлон да би помогао будистима у даљим успесима.
До оживљавања будизма долази тек скрајем 19. века, након посете теозофа К. Олкота Цејлону, којом је отпочео постојани пораст будистичких изучавања и учења. Олкот је данас, посебно у званичним круговима, познат као последњи обновитељ будизма у тој земљи. За то је пре свега било неопходно преустројавање и проширивање народног образовања путем приватне иницијативе у околностима колонијализма. Два будистичка универзитета у Видјаланкари и Видјодаји утемељени су у циљу подстацања будистичког образовања.

### Савремени период
Од почетка 20. века уочљива је присутност западних будистичких монаха на Шри Ланки. Прво насеље западних монаха основао је 1911. године немачки бикху Њанатилока. И Паул Далке, оснивач првог будистичког манастира у Немачкој, више пута је пре првог светског рата посетио Цејлон. Овде је још пре њега био први немачки преводилац пали текстова, К. Е. Нојман, а касније су такође В. Гајгер и други научници омогућили боље познавање пали будизма у Европи. Енглески бикху Њанамоли се средином 20. века на Цејлону истакао бројним преводима пали текстова.
Од проглашења независности Цејлона 1947. све више се развија осећај за културни и национални идентитет, повезан са оживљавањем будизма. Будистичке мисије, које су Цејлонци успоставили у Европи и Америци сведоче о улози Цејлона као земље која проноси Будину поруку.
Током грађанског рата у Шриланки (1983—2009), будистистичка санга је имала прилично активну улогу у сукобу. Франеса Тиал сматра да су крваве сукобе Тамила, претежно хиндуса, и будистичке већине, изазвали позиви које је будистичко свештенство објављивало у више наврата против Тамила. У једном од тих прогласа се каже: "Тамили су били више него непријатељи, они су постали претња будизму становника Цејлона, тога будизма који је суштина Шри Ланке."

## Сангха
Сангха је данас подељена на три главне заједнице или никаје, поред којих постоје и неке мање заједнице. Водећа заједница, сијамска никоја (прозвана тако јер је примила пуномоћје са Сијама у 18. веку) истиче се кастинским устројством, пошто је приступ у њу дозвољен само припадницима највише цејлонске касте. Никаја амарапура обухвата припаднике осталих касти, док се никаја рамања истиче нешто строжом дисциплином. Међу никајама нема разлике у учењу.

## Обележја
Народни будизам на Шри Ланки концентрисан је око вихара, које представљају и обитавалишта монаха и светилишта за будистичке посвећенике. Прве вихаре на Цејлону су се састојале од одаја у којима су монаси боравили, заједно са дагабом у којој је била похрањена нека реликвија. Обично је ту расло и боди дрво. Од 4. века надаље, одаје са Будином сликом постају редовно обележје; заједно са дагабом и боди дрветом, чине саставни део већине данашњих вихара на Цејлону.
Међу боговима којима се молило у девалајама била су и пребудистичка божанства, као што су Сумана, чувар Адамовог врха, и хиндуистичка божанства попут Вишнуа. По народном схватању, умилостивљење оваквих божанстава чешће је значајније него поштовање које се указује Буди. Народна религија Цејлонаца обухвата и пребудистичке праксе као што су „ђавољи играчи“ за лечење болесника, катадије за истеравање чини, и астрологија. Код неких будистичких обичаја открива се пребудистичко порекло, као што је пирит, појање сута из Трипитаке у циљу одагнавања злих духова. Будистичко порекло уочљивије је код обичаја дане, давања хране монасима, чиме давалац стиче многе заслуге.
Будистичке светковине наилазе на велики одзив у народу, нарочито светковина Весака, којом су обележавају три велика догађаја из Будиног живота: напуштање световног живота, просветљење и улазак у паранибану. Још већи значај у народу има годишња перахара, која се одржава у Кандију и током које се реликвија зуба носи у литанији. Ова литанија обухвата и представнике четири народна божанства која се славе у делавајама. Реликвије, које се иначе држи у ковчежићу, излаже се једном у десет година; мноштво ходочасника пролази кроз Малигаву, у којој је реликвија похрањена.